# 1705
1705. је била проста година.

## Рођења

### Септембар
- 31. октобар — Папа Климент XIV, 249. римски папа

## Смрти

### Фебруар
- 1. фебруар — Софија Шарлота Хановерска, пруска краљица

### Мај
- 5. мај — Леополд I, цар Светог римског царства.

### Август
- 16. август — Јакоб Бернули, швајцарски математичар.